# Jorge Icaza
Jorge Icaza Coronel (Quito, 10 de junio de 1906-Quito, 26 de mayo de 1978) fue un novelista ecuatoriano. Se graduó en la Universidad Central del Ecuador y luego trabajó en Colombia como escritor y director teatral. Antes de 1934 ya había escrito seis obras de teatro. Ese mismo año publicó Huasipungo, su novela más célebre, que le dio fama internacional y lo convirtió en el escritor ecuatoriano más leído de la historia republicana. Icaza es considerado, junto con el boliviano Alcides Arguedas y los peruanos Ciro Alegría y José María Arguedas, uno de los principales representantes de la narrativa indigenista del siglo XX.

## Biografía

### Primeros años

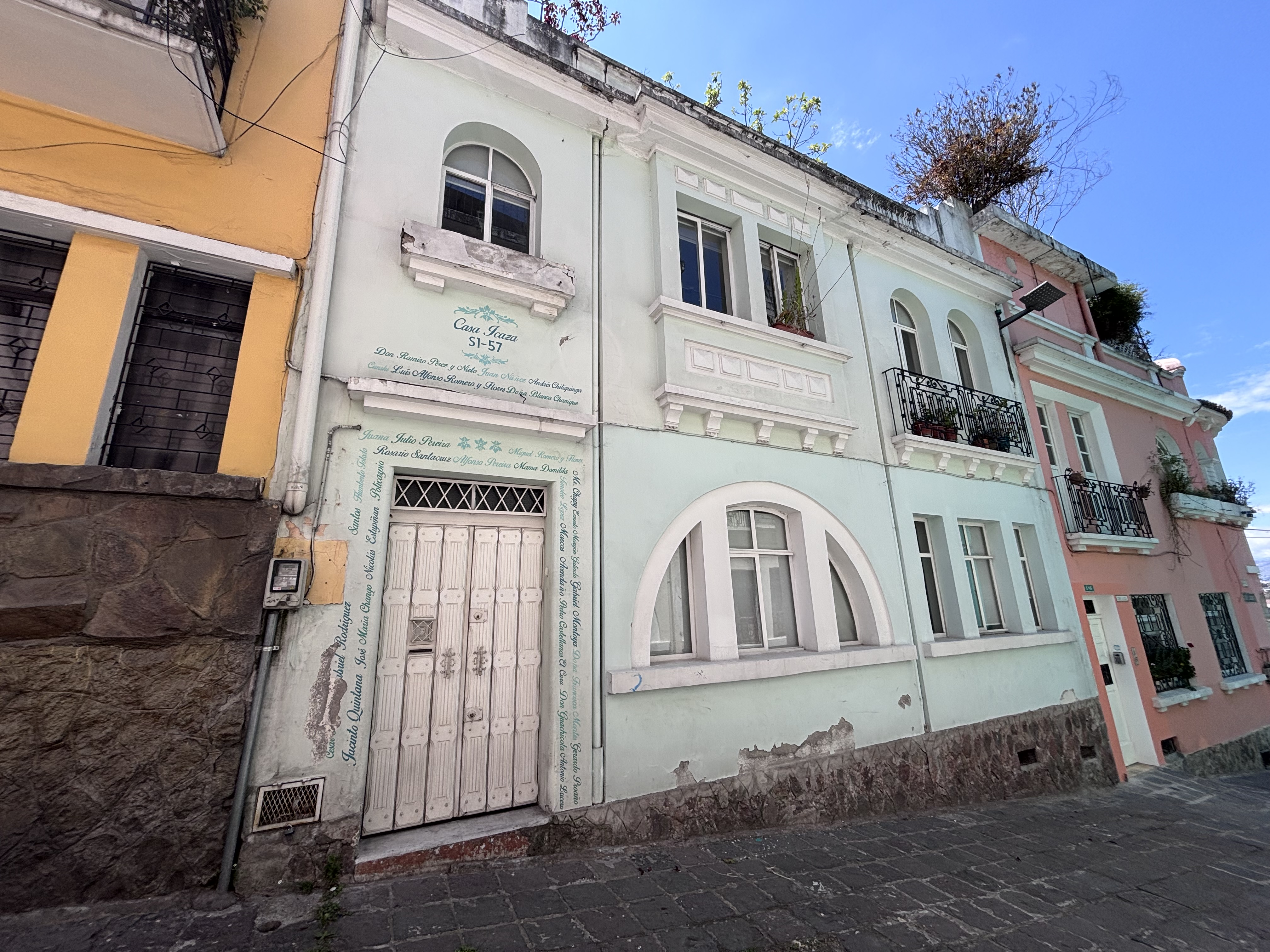
Casa de Jorge Icaza ubicada en el tradicional barrio de La Loma Grande, Quito.

Nació el 10 de junio de 1906, Quito, Ecuador. Cuando tenía tres años, su padre fallece, José Antonio Icaza Manzo. Así que fue llevado a la Hacienda de Chimborazo, en la provincia del mismo nombre que era propiedad de su tío materno, Enrique Coronel. Así entró en contacto con la realidad social ecuatoriana que marcó toda su obra. La cercanía con los indígenas lo hizo muy sensible a esa realidad de sentimiento y pobreza. A los cinco años, su madre, Amelia Coronel Pareja se casa en segundas nupcias y lo abandona. La familia Salazar Gómez lo acoge, y luego su madre se traslada de nuevo a Quito. Estudió en el Colegio San Gabriel de Quito, regentado por los padres jesuitas, pero se graduó finalmente en el Instituto Nacional Mejía, de carácter público. Se decidió a estudiar Medicina, en la Universidad Central del Ecuador, pero luego de la muerte de su padrastro y su madre, abandonó la carrera.

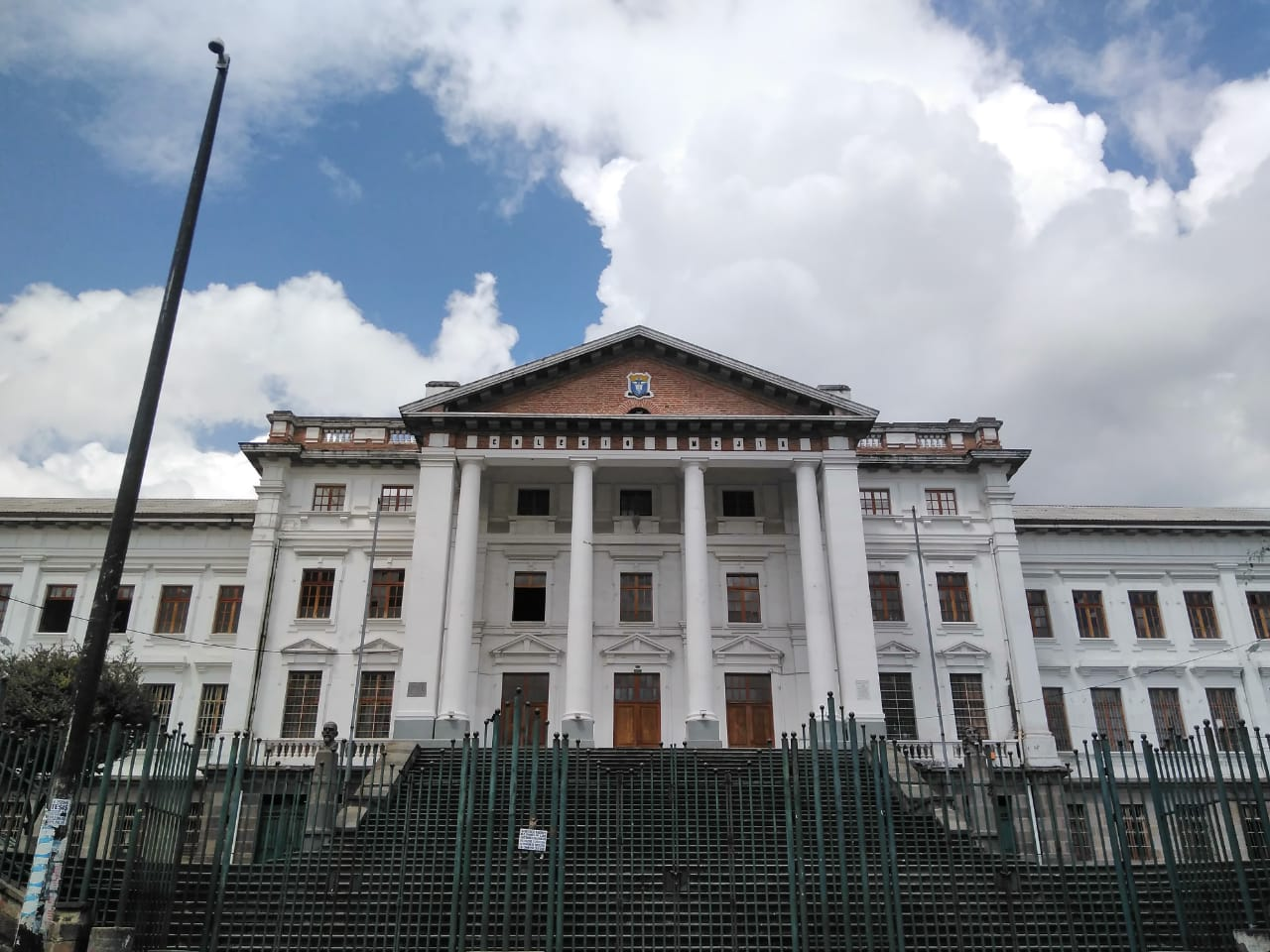
Instituto Nacional Mejía, Quito.

### Auge y reconocimiento
Después de abandonar los estudios de medicina, hizo algunos cursos de declamación y se convirtió en actor, lo cual le dio oportunidad de recorrer su país y descubrir la situación infrahumana del indio. Contrajo matrimonio con la actriz Marina Moncayo, y se inició como autor dramático. Pudo escenificar sus primeras cinco obras teatrales en Quito, y Flagelo (1936) fue representada en Buenos Aires en el Ciclo de Teatro Polémico en 1940.
La fama de Jorge Icaza se debe a su obra narrativa, que comenzó con el libro de cuentos Barro de la sierra (1933), en la que ya se hace patente el tema que atravesó todos sus escritos: la situación del indio ecuatoriano. En 1934, gracias a la obra Huasipungo, obtuvo el premio Revista América en Buenos Aires (Argentina). El mismo se consideraba "la cumbre" de los escritores latinoamericanos, por lo que durante ese año gozó de gran popularidad al ser considerado como el mejor de su continente.
En 1935 ganó el Premio Nacional de Literatura en su país con la novela En las calles (1935); en ella narra la situación del indio perdido en la ciudad, lugar donde sus protestas se esfuman sin alcanzar nunca las altas esferas del gobierno.
Posteriormente Icaza abrió una librería, negocio que alternó con sus tareas de escritor. Fue lector entusiasta de los grandes novelistas rusos, desde Gogol a Tolstói y Dostoievski. En 1944 formó parte del grupo de fundadores de la Casa de la Cultura Ecuatoriana y luego fue enviado a primero a San Juan de Puerto Rico en 1949 y después a Buenos Aires como agregado cultural durante el gobierno de Galo Plaza Lasso; allí permaneció hasta 1953 recorriendo Argentina mientras dictaba conferencias. Además publicaría un libro de cuentos titulado “Seis Veces la Muerte”. Al regresar a su país, fue nombrado director de la Biblioteca Nacional del Ecuador Eugenio Espejo en Quito.

### Diplomacia y viajes
En la década de 1960, Icaza viajó extensamente, visitando países como China, la Unión Soviética, Checoslovaquia y Francia. Durante estos viajes, tuvo la oportunidad de interactuar con líderes mundiales como Mao Zedong y Nikita Krushev. A pesar de no ser miembro de ningún partido político, Icaza simpatizaba con la izquierda, lo que influyó en sus escritos y en su visión del mundo. Sin embargo, su relación con el gobierno cubano fue complicada, ya que no recibió derechos de autor por la edición cubana de "Huasipungo".
En la década de 1970, Icaza continuó escribiendo y viajando, y fue nombrado Embajador en la Unión Soviética, Polonia y Alemania Oriental. Fue durante esta época cuando publicó su novela "Atrapados", considerada una "trilogía de corte experimental", fue publicada en Buenos Aires en 1972 y recibió elogios por su innovación y profundidad.

### Fallecimiento
A pesar de su éxito literario y diplomático, Icaza enfrentó problemas de salud en sus últimos años. Falleció en Quito el 26 de mayo de 1978 a la edad de 71 años debido a cáncer en el esófago, dejando un legado duradero en la literatura latinoamericana y en la lucha por los derechos indígenas.

## Análisis de su obra
Icaza es una figura sobresaliente del indigenismo en la narrativa ecuatoriana. En su primera novela, Huasipungo (1934), expone la degradada situación en que se encuentran los indios, sometidos a esclavitud por los patronos que cuentan con el apoyo de la autoridad civil y eclesiástica; este libro, de valiente denuncia social y crudo realismo (constantes de la narrativa de Icaza), se ha convertido en una obra fundamental en la evolución de la corriente indigenista del Ecuador. Con él, la novela ecuatoriana entra de lleno en la tendencia del compromiso social de la novelística actual.
Posteriormente Jorge Icaza publicaría la obra Cholos, que enfoca la transformación del cholo en burgués, ahondando en la psicología de los personajes; éstos alcanzan en la novela independencia con respecto a la problemática social que subyace de sus vidas, al mismo tiempo que en sus páginas se aprecia una comprensión de la problemática andina. Sin embargo, esto no debe confundirse con la terminología de "cholo" utilizado en la costa de Ecuador, relacionado principalmente con personas que viven de la pesca. En la obra de Icaza, cholo ser refiere a un campesino en los andes que migró a la ciudad.
Otras obras destacadas son Huairapamuscas (Los hijos del viento, 1948); Seis veces la muerte (1953), colección de cuentos de rico contenido humano y de mayor originalidad en los temas; El chulla Romero y Flores (1958), descarnada presentación del conflicto de este personaje ante la disyuntiva de pertenecer al mundo de los blancos o al mundo de los indios, viéndose en definitiva rechazado por ambos; y la novela autobiográfica Atrapados (1972), dividida en tres tomos.

## Legado

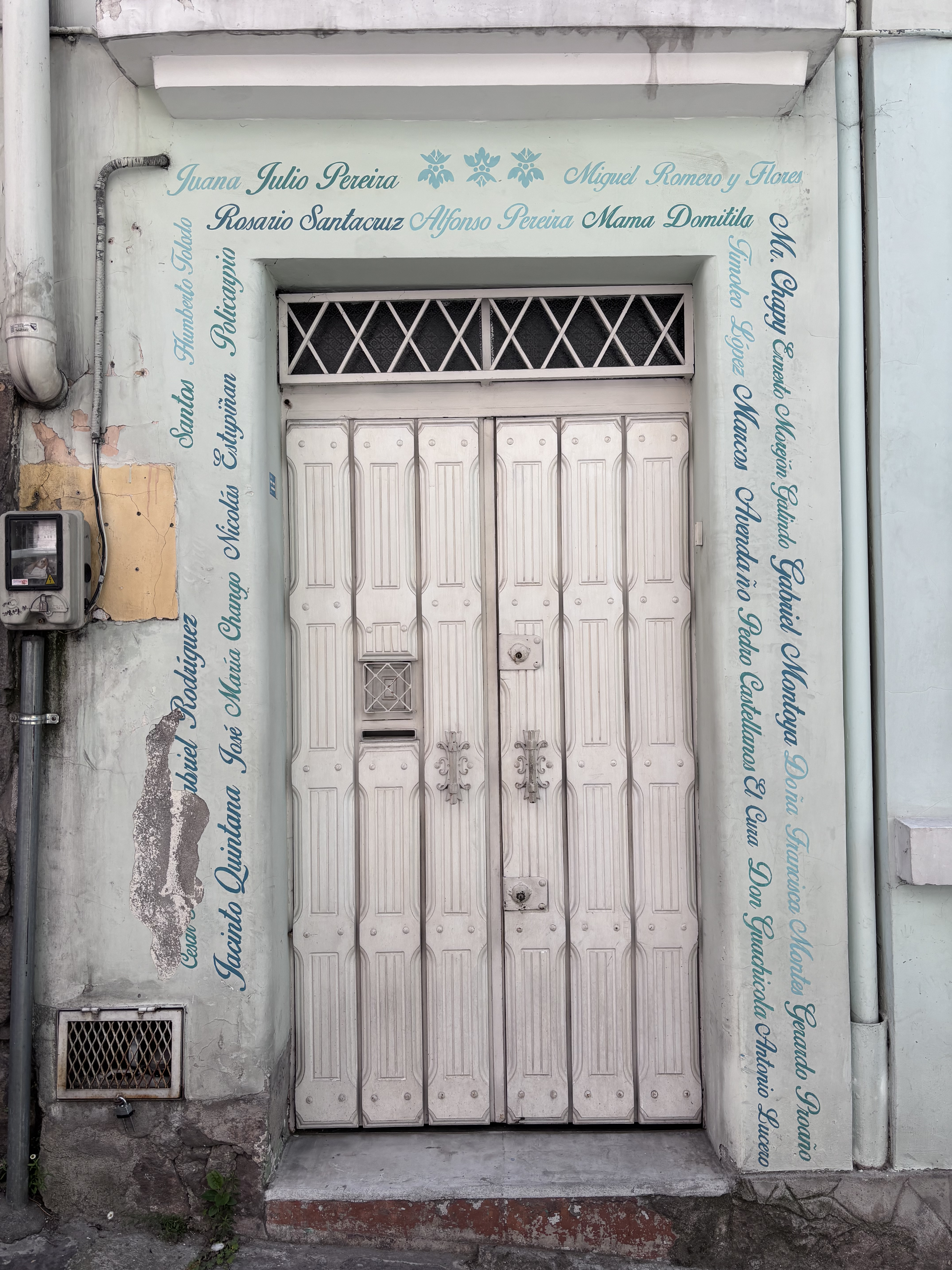
Detalle del portal de entrada a la casa del escritor. Contiene los nombres de algunos de los personajes de sus obras.

Su fama se debe a su obra narrativa, que comenzó con el libro de cuentos Barro de la sierra (1933), en la que ya se hace patente el tema que atravesó todos sus escritos: la situación del indio ecuatoriano. En su primera novela, Huasipungo (1934), expone la degradada situación en que se encuentran los indios, sometidos a esclavitud por los patronos que cuentan con el apoyo de la autoridad civil y eclesiástica. Este libro, de denuncia social y crudo realismo (constantes de la narrativa de Icaza), se ha convertido en una obra fundamental en la evolución de la corriente indigenista del Ecuador. Con él, la novela ecuatoriana entra de lleno en la tendencia del compromiso social de la novelística actual.
Además de la primera edición de 1934, la novela Huasipungo fue reescrita en 1953 y 1960, con la última edición quedando como la definitiva del autor. Es la obra que le ha dado más fama internacional. Pasó también por dos traducciones al inglés, además de traducciones a otros idiomas.
En un estudio de las novelas de Jorge Icaza, se describió su obra, y el realismo que la caracteriza, de la siguiente manera:

Un aspecto original en las novelas de Icaza es la exactitud, el afin de realismo, que el obtiene por medio del lenguaje con que se expresa el indio. En cada giro, en cada incidente, en cada metüafora, Icaza se ofrece vibrante de sinceridad intelectual, pletórico de intención revolucionaria. Su estilo tiene tal abundancia de tonos sombríos, encaminados a acentuar la crítica y la sátira social, que bien podría decirse único en la literatura hispanoamericana. Ciertamente, habría resultado discordancia y una salida de tono poco agradables, encontrar en una obra tan penetrada de verdad y tan apuntada a su blanco, un diálogo de indios o un parlamento con modos de decir y giros de una casticidad linguistica enteramente ajena al medio. El indio habla quichua (lengua fenecida y que ha perdido una buena parte de sus expresiones) o, a lo sumo, un español deformadísimo y macarrónico, tal como aparece en las novelas de Icaza. Así, mal podría el novelista suscribir la mentira convencional de que los indios han sido civilizados y adaptados al mundo del habla de Cervantes y Quevedo. El resultado de esta actitud es una combinación de contrastes, de confrontaciones que corresponden exactamente a una sociedad estratificada, que es lo que Icaza intenta reflejar, según parece.
J. Eugenio Garro - A través de las novelas de Jorge Icaza

## Obras literarias

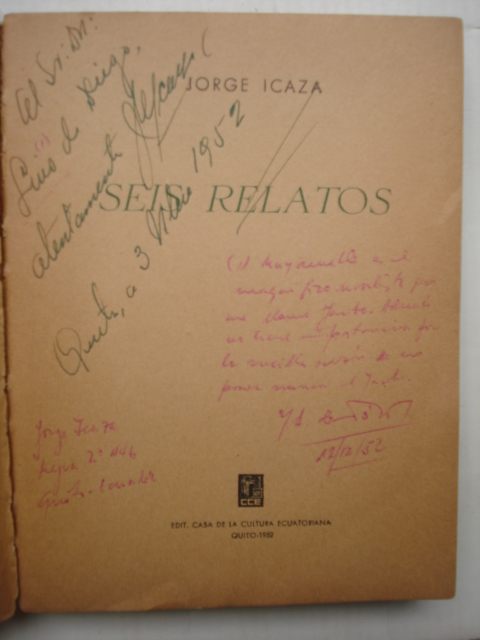
Ejemplar de Seis relatos dedicado por su autor.

### Novelas
- Huasipungo (1934). Quito, Imprenta Nacional, 295 pp.
- En las calles (1935). Quito, Imprenta Nacional, 310 pp.
- Cholos (1938). Quito, Litografía e Imprenta Romero, 287 pp.
- Media vida deslumbrados (1942). Quito, Editorial Quito, 237 pp.
- Huairapamushcas (1948). Quito, CCE, 277 pp.
- El chulla Romero y Flores (1958). Quito, CCE, 323 pp.
- Atrapados, trilogía (1972). Buenos Aires, Losada, 576 pp.

### Cuentos
- Barro de la sierra (1933). Quito, Editorial Labor, 164 pp.
- Seis relatos (1952), posteriormente publicada con el título Seis veces la muerte. Quito, Casa de la Cultura Ecuatoriana, 282 pp.

### Teatro
- "El intruso" (1928), "La comedia sin nombre" (1929), "Por el viejo" (1929) (Puestas en escena, no publicadas. Los manuscritos están actualmente perdidos).
- ¿Cuál es? y Como ellos quieren (1931). Quito, Editorial Labor, 75 pp.
- Sin sentido (1932). Quito, Editorial Labor, 102 pp.
- Flagelo (1936). Quito, Imprenta Nacional, 29 pp.
- La fiesta del Rey (1932)

### Ediciones de su obra
- Jorge Icaza, obras escogidas, Aguilar 1961
- Cuentos completos de Jorge Icaza, Colección Antares, 2006
- Teatro de Jorge Icaza, 2006, 304 pp.